# مبنى لشبونة العظيمة
لشبونة العظيمة أو جراند ليسبوا (بالإنجليزية: Grand Lisboa)‏ هي ناطحة سحاب ذات 47 طابق وبطول 261 متر، تقع في ماكاو في الصين. بدأ بنائها سنة 2006 وافتتحت في 2008.

كانت التكلفة الإجمالية لبناء ناطحة السحاب هذه حوالي 385 دولار أمريكي، وهي تتكون من فندق ذو 650 غرفة وكازينو كبير مهم جدا في حركية المنطقة، وينتمي إلى شركة جمعية ماكاو للسياحة واللهو (Sociedade de turismo e diversões de Macao) والتي صاحبها ستانلي هو.

الشركة الهندسية المسؤولة هي دي أل أن أرشيتاكتس، وهي من أهم الشركات المسؤولة عن بناء ناطحات السحاب في العالم. صمم المبنى في قمته ليشبه زهرة نبات اللوتس. القاعدة هي على شكل كرة ذات 8 طوابق بها كازينو ومطاعم.

عند اكتمال بنائه في 2008، أصبح جراند ليسبوا أطول بناية في ماكاو.

## الصور

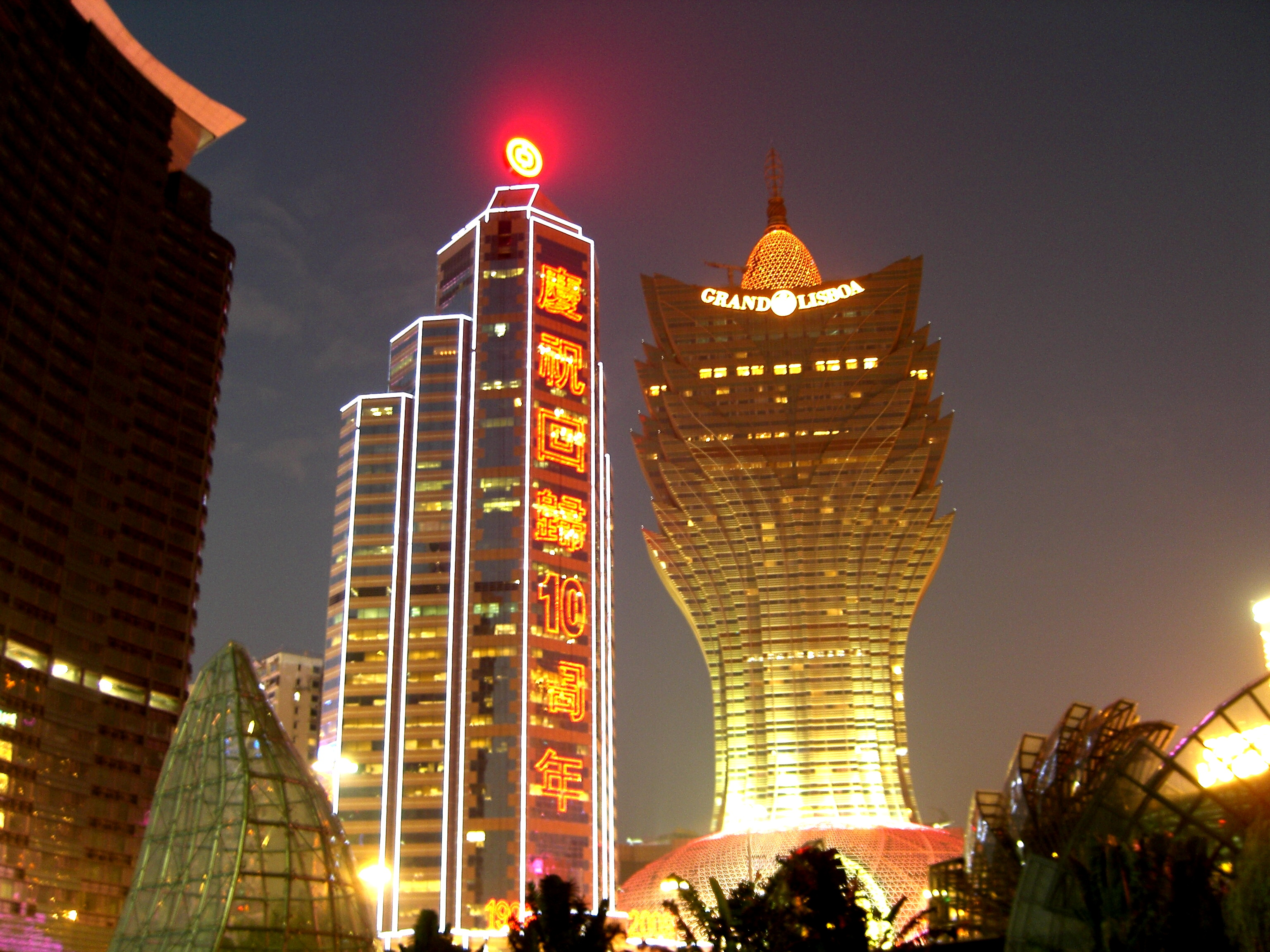
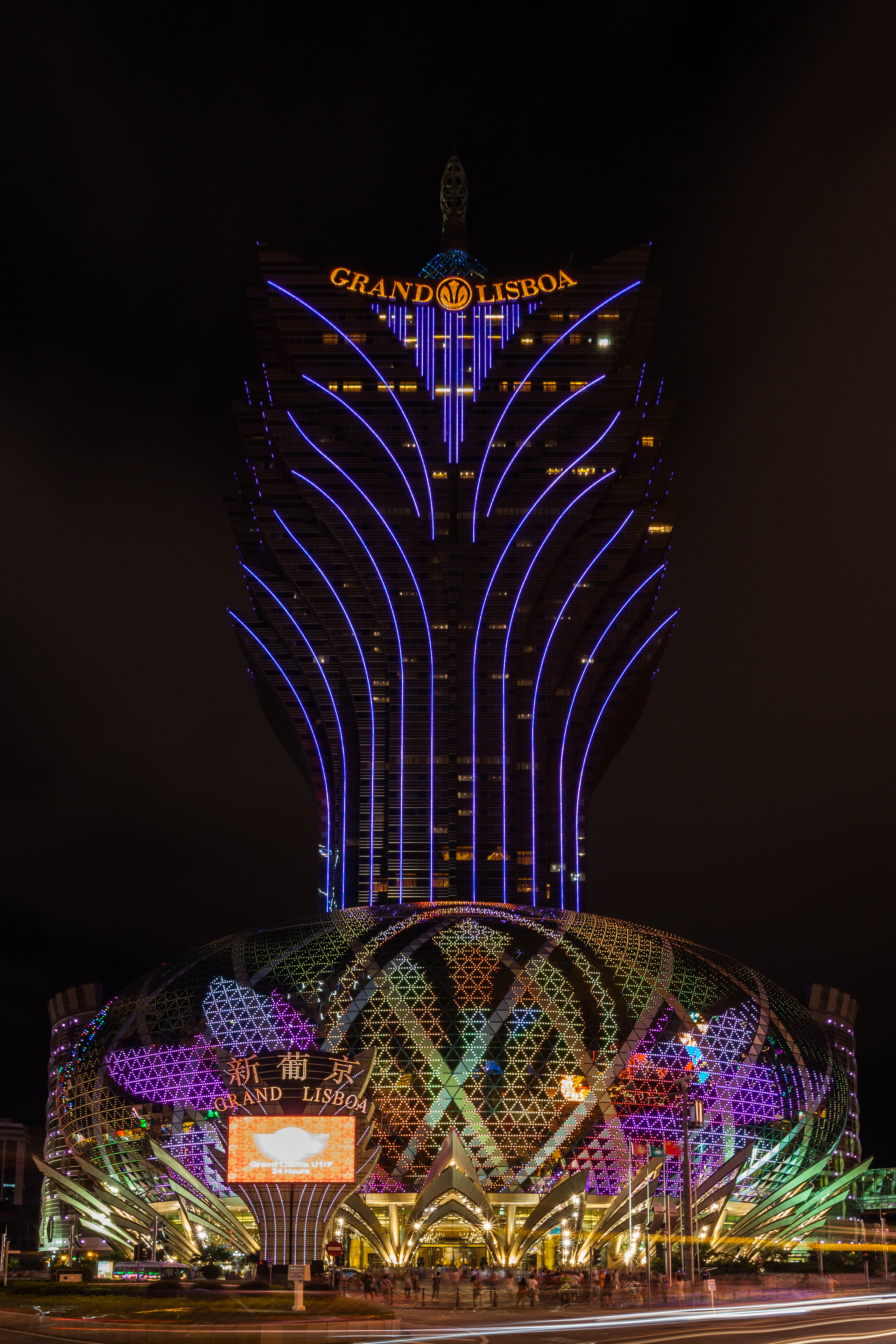
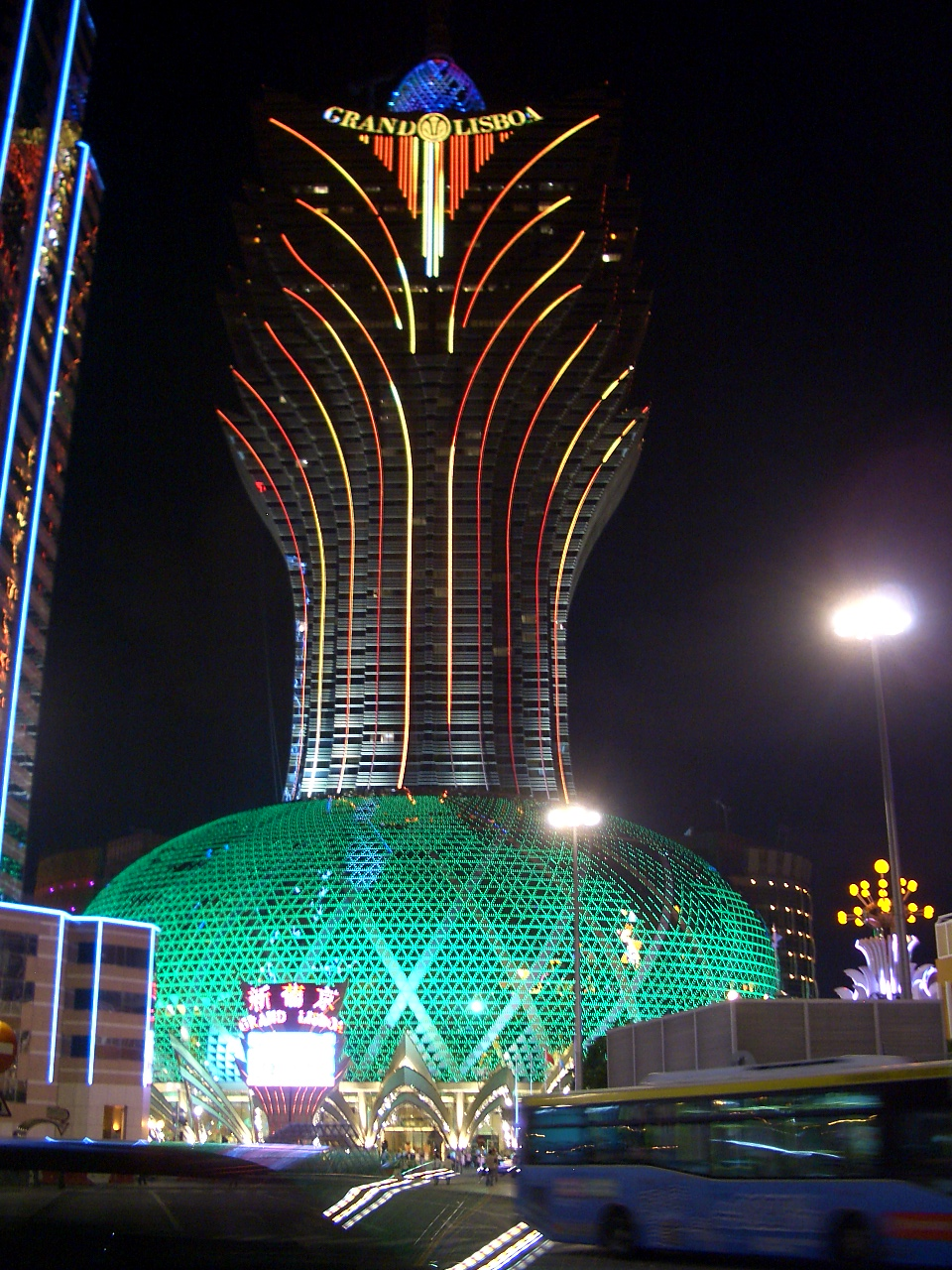
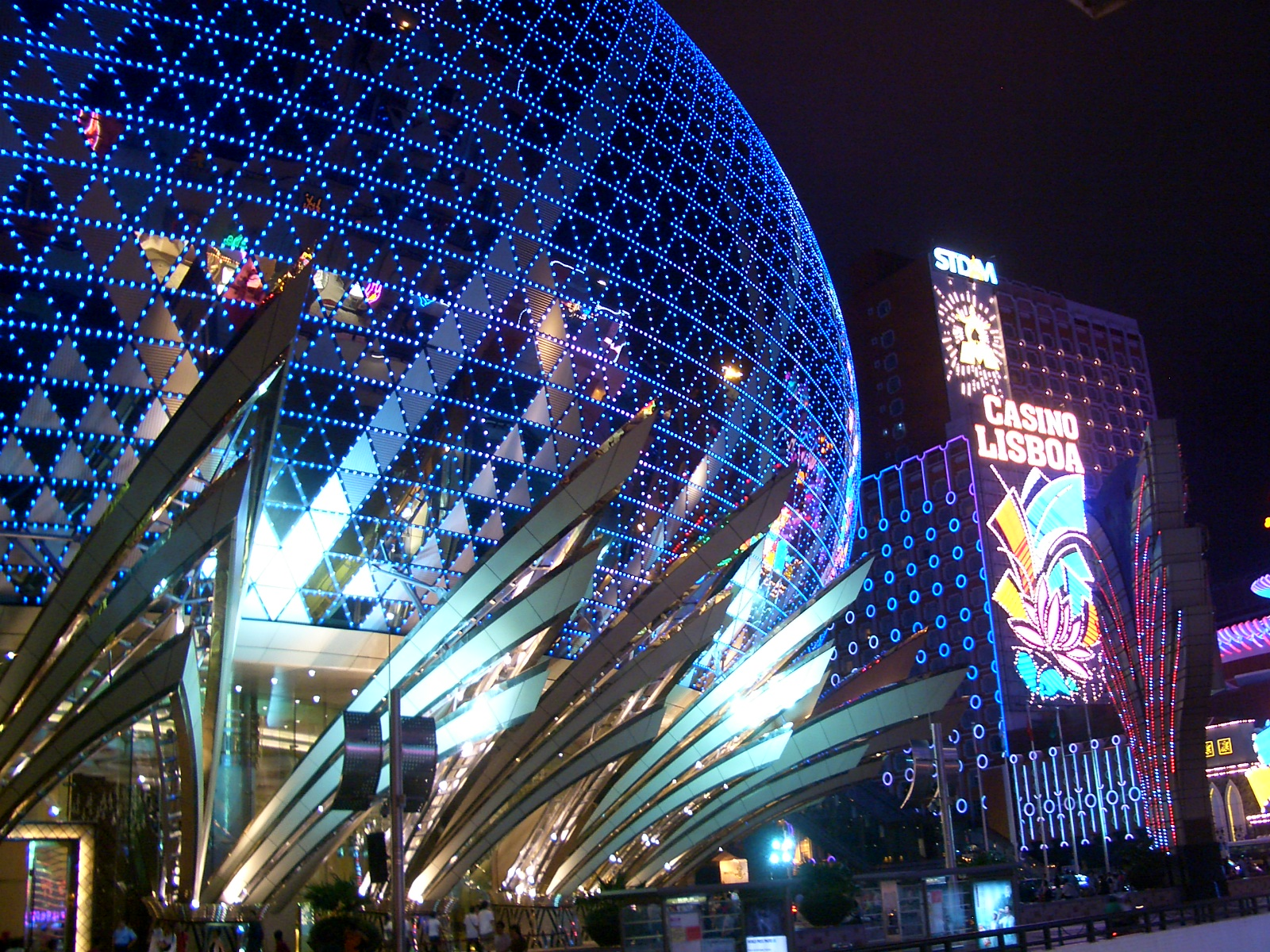
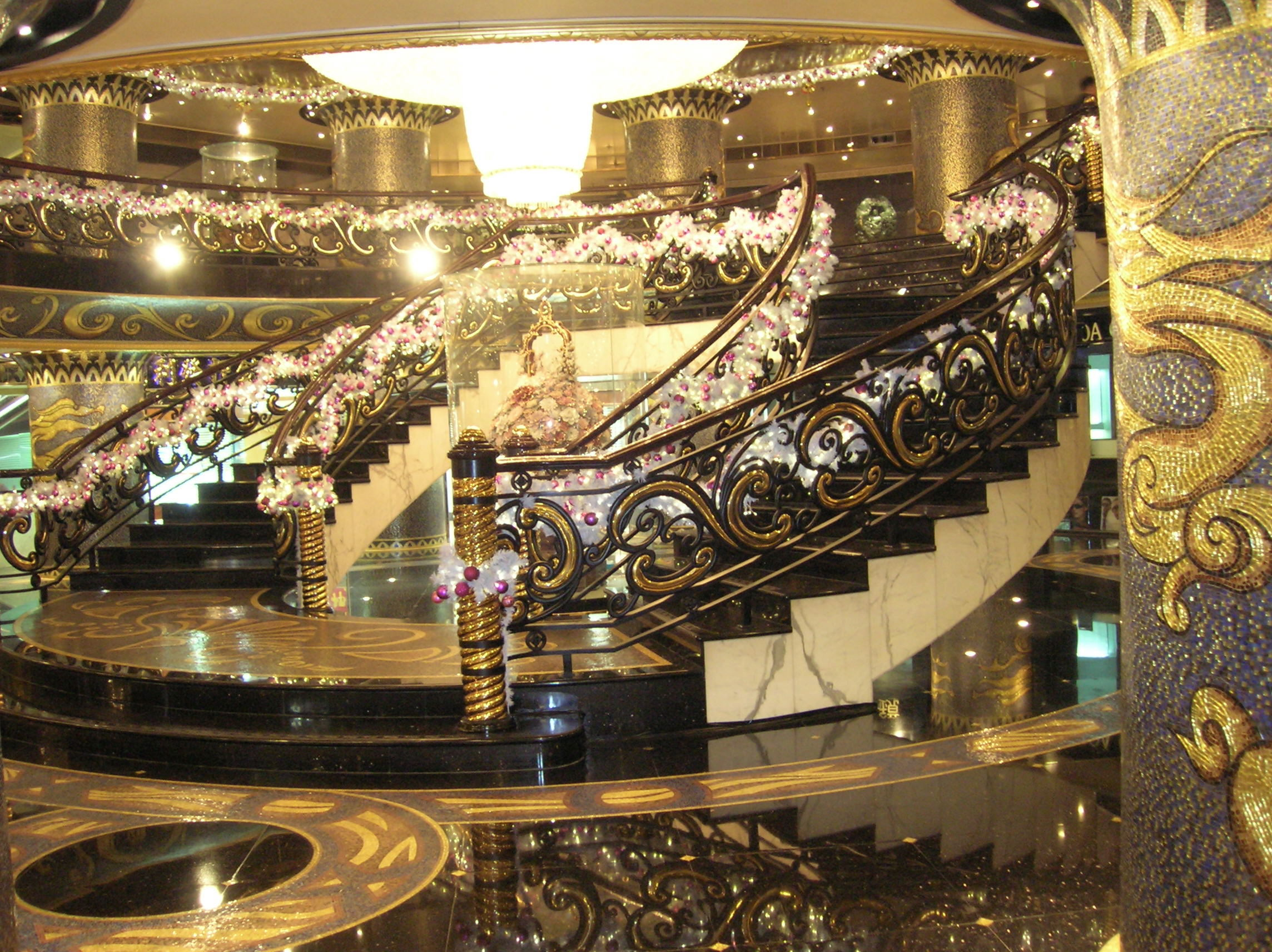
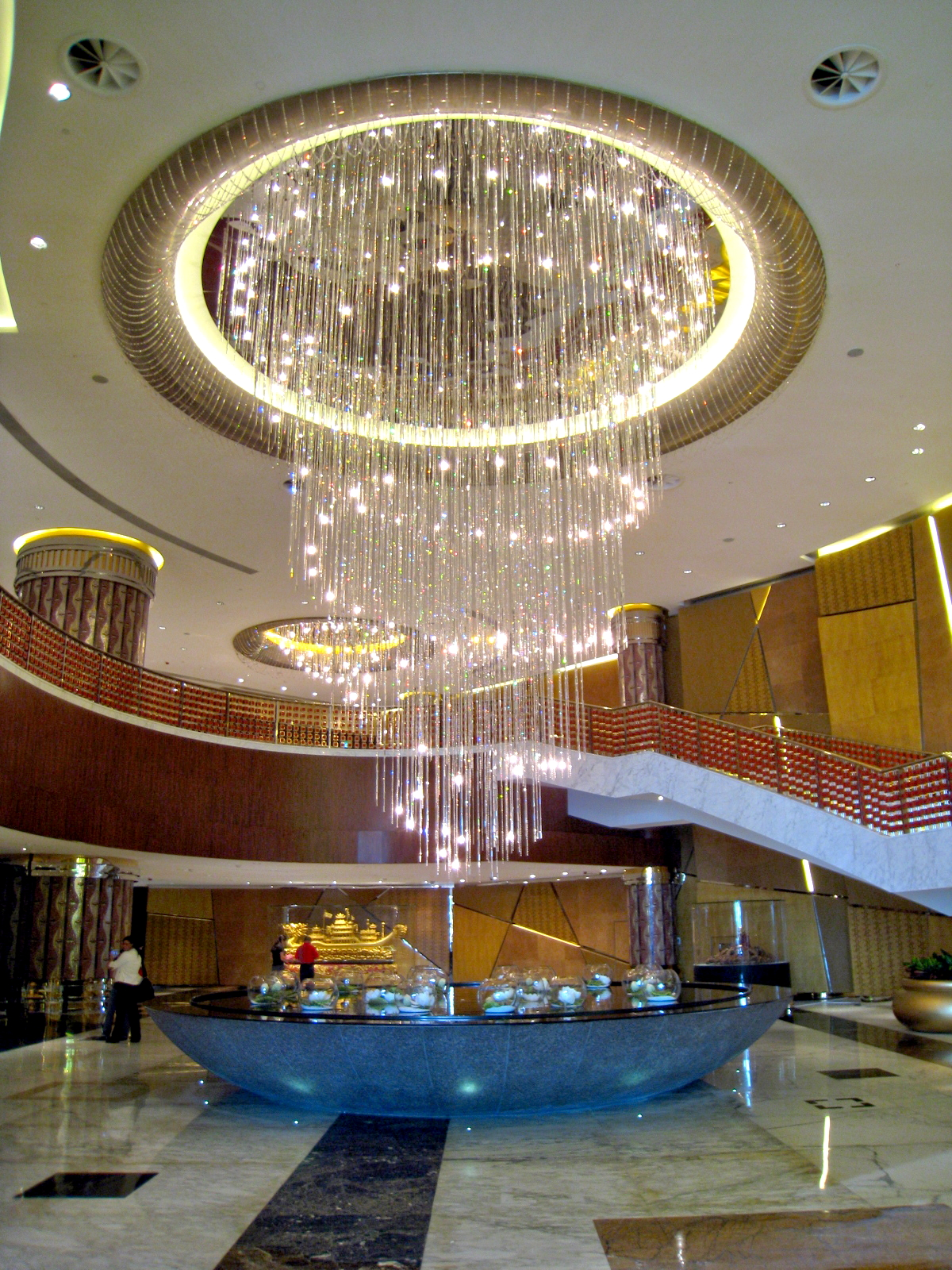
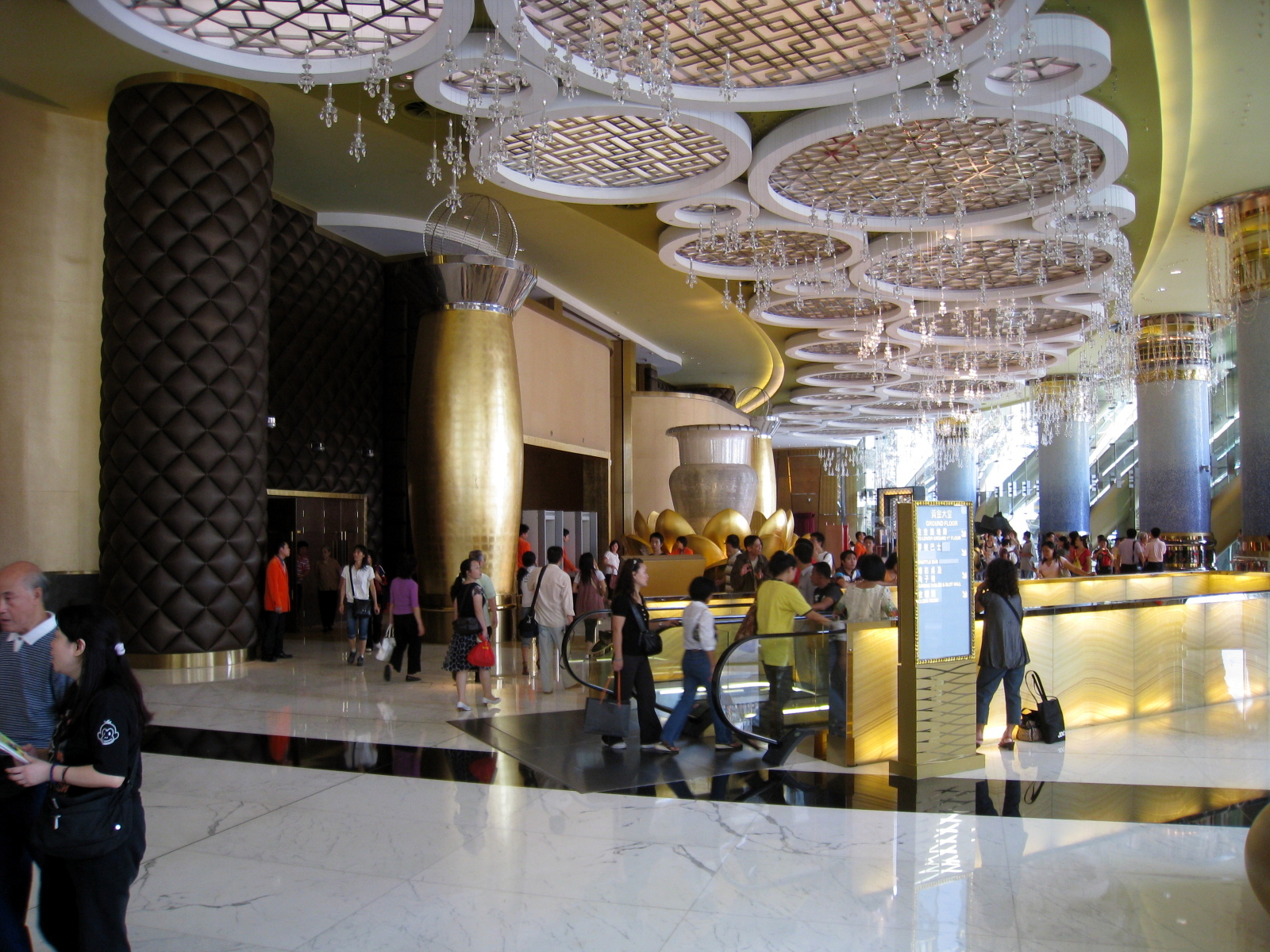

## روابط خارجية
- معلومات عن مبنى لشبونة العظيمة على موقع إمبوريس.
- معلومات عن مبنى جراند ليسبوا على موقع سكايكرايبرس بايج.